# جيفري كالندر
السير جيفري آرثر رومان كالندر (بالإنجليزية: Sir Geoffrey Arthur Romaine Callender)‏ مواليد (25 نوفمبر 1875 - 6 نوفمبر 1946)، هو مؤرخ بحري وأول مدير للمتحف البحري الوطني منذ افتتاح المتحف في عام 1937م وحتى وفاته في عام 1946م.

## حياته
كان جيفري نجلَ صاحب مصنع للقطن يدعى آرثر ويليام وزوجته، ابنة النائب أغنيس لويزا. ولد جيفري في ديدسبوري في مانشستر، وتلقى تعليمه في مدرسة سانت إدوارد في أكسفورد، قبل أن يواصل دراسة التاريخ الحديث في كلية ميرتون، حيث تخرج مع مرتبة الشرف (الدرجة الثانية) في عام 1897م. التحق بالكلية البحرية الملكية في أوسبورن في عام 1905م، بعد فترة وجيزة من تأسيسها، وبسبب عدم وجود كتاب للتدريس فيها قام بإنتاج كتابه «ملوك بريطانيا» (3 مجلدات، 1907–111) وتم ترقيته إلى منصب رئيس قسم اللغة الإنجليزية والتاريخ في يناير 1913م.
في عام 1920م أصبح الأمين الفخري لجمعية البحوث البحرية وأمين صندوقها، وظل كذلك حتى وفاته. ثم انتقل لرئاسة قسم التاريخ في كلية دارتموث الملكية البحرية في عام 1921م، ولكن بعد عام واحد فقط أصبح أول أستاذ للتاريخ في الكلية البحرية الملكية في غرينيتش وهذا خلال مدة إلحاق كلية أركان الحرب إلى المؤسسة. كان هذا جزءًا من خطوة لدمج دراسة التاريخ البحري في التعليم البحري، وهو ما برهنت عليه الحاجة في الحرب العالمية الأولى، وخلال وظيفته تلك قام كالندر بتصنيف كتابه «الجانب البحري للتاريخ البريطاني». توفي كالندر عام 1946م.

## روابط خارجية
- قاموس أكسفورد للسيرة الذاتية الوطنية لدخول جيفري كالندر